# Darker than Black
Darker than Black (japonsky DARKER THAN BLACK ー黒の契約者ー, Dáká Zan Burakku -Kuro no keijakušaa-) je japonský televizní anime seriál vytvořený a režírovaný Tensaiem Okamurou, za jehož animací stojí studio Bones. Měl premiéru 5. dubna 2007 na televizní stanicích MBS, TBS a dalších a v květnu téhož roku měl premiéru na satelitní televizi Animax. Hudbu složila Jóko Kanno. Dle seriálu vznikly dvě mangy, první z nich byla vydávána v časopisu Gekkan Asuka  a druhá v Young Gangan. Pokračování anime seriálu s podtitulem Rjúsei no Gemini mělo premiéru 8. října 2009.
V Severní Americe byl anime seriál licencován společností Funimation. V lednu 2016 bylo oznámeno, že Funimation již není držitelem licenčních práv k první řadě. Anglický překlad první mangy vydávalo nakladatelství Yen Press.

## Postavy
- Hei

Hlavní hrdina seriálu a kontraktor BK-201, známý též jako „Černý smrťák”. Do Tokia přijel jako čínský výměnný student Li Shunsheng. Jeho schopností je používání elektřiny. Na rozdíl od jiných kontraktorů nemusí za použití své schopnosti platit žádnou daň (každý kontraktor za použití své schopnosti něco udělat, jako například lámat si prsty či vykouřit cigaretu).
- Yin

Její pravé jméno je Kirsi. Patří do Heiova týmu. Je loutkou bez citů, která dokáže pomocí vody vidět a sledovat danou osobu. Postupně si vytvoří určité citové pouto k Heiovi.
- Mao

Kontraktor, který dokáže ovládnout těla zvířat. O své pravé tělo přišel a žije v těle kočky. Stejně jako Yin, patří do Heiova týmu.
- Carmine

Neboli Havoc, vyrůstala spolu s Heiem, Ba a Amber. Poté, co se z ní stala kontraktorka, získala schopnost vytvořit vakuum, čímž zabila tisíce lidí v jihoamerické válce, ale musela za to pít krev dětí. Posléze přišla o své schopnosti, ztratila paměť a ocitla se na bulharském venkově, kde začala žít normální život. Tam ji ovšem za nějaký čas našla M16, která jí chtěla vrátit schopnosti tím, že ji přivede k Bráně pekel. Heiovi se jí ovšem podaří zachránit. Poté, co ji mučí, aby mu vyzradila informace o jeho ztracené sestře Bai, se rozhodne dovést ji k Bráně pekel. Část vzpomínek se jí vrátí, bohužel nic o jeho sestře si nepamatuje a jediné, co chce, je, aby ji Hei zabil, což Hei neudělá a společně utíkají, ovšem někdo ji zabije třemi ledovými hroty vraženými do hrudi. Hei ji ještě odvede do postranní uličky, kde Carmine umírá.
- Huang

Jediný lidský člen Heiova týmu. Jde o bývalého policistu. Nenávidí kontraktory a chová se k ostatním členům chladně, ale později se vztahy s nimi zlepší.
- Misaki Kirihara

Velitelka policejní sekce 4, která se zabývá kontraktory. Pronásleduje BK-201.
- Suó Pavličenko

V druhé řadě je druhou hlavní postavou. Je to třináctiletá ruská dívka, která má mladší bratra-dvojče Šiona, který je kontraktor. O Šiona začnou mít zájem určité skupiny a Suó si s ním spletou. Suó se nakonec připojí k Heiovi a Maovi.
- July

Malý chlapec, „panenka”, který v první řadě spolu s kontraktory November 11 a April pracoval pro MI6. Po jejich smrti se však připojí k Heiovi a Suó.